# Coalition
Coalition – polski zespół hardcore z Warszawy, istniejący w latach 2000–2003.
Został stworzony przez byłych członków grup Ssaki, Ztvörki i Sunrise. Sam zespół określał swoją muzykę jako „all school hardcore”. Zespół wniósł spore ożywienie w szeregi polskiego nurtu muzyki hardcore, a wręcz został okrzyknięty jako „prawdziwe objawienie ostatnich lat na polskiej scenie hardcore/punk”. Muzyka grupy stanowiła odniesienie do kompozycji amerykańskich formacji Minor Threat z melodiami Ignite – ostro, szybko, melodyjnie i z wrzeszczącym wokalem. Po wydaniu jednego albumu studyjnego i dwóch wydawnictw split, Coalition zaprzestało działalności.
W 2011 roku wytwórnia Spook Records wydała specjalne wydawnictwo zatytułowane Archiwum (CD/LP). Wersja winylowa zawiera pełny studyjny album Coalition oraz utwory ze splitu z kapelą Bora. Wersja kompaktowa zawiera dodatkowo utwory ze splitu z formacją Życie Jak Sen oraz kilka bonusów.

## Skład
- Marcin "Czaja" Czajka – gitara (Sunrise, 100 Inch Shadow)
- Zbyszek Kaczmarek – śpiew
- Grzegorz "Dżordż" Kurek – gitara basowa (Ztvörki, 100 Inch Shadow, El Dupa)
- Mikołaj "Miko" Malanowski – gitara (Ztvörki, 100 Inch Shadow, Elvis Deluxe)
- Arek Lerch – perkusja (Transmisja, Sto % Bawełny, Ssaki, Sunrise, 100 Inch Shadow)

Na podstawie materiału źródłowego:

## Dyskografia
Albumy studyjne
- Coalition (2001)

Splity
- Coalition / Życie Jak Sen (2002)
- Bora / Coalition (2003)

Kompilacje
- Archiwum (2011)

## Teledyski
- "Dzień" (2001)[3]